# Barak Badash
Barak Badash (Hebreeuws: ברק בדש) (Netanja, 30 augustus 1982) is een Israëlisch voetballer die uitkomt voor Waasland-Beveren. Hij wordt voor een seizoen gehuurd van Hapoel Ironi Kiryat Shmona. Zijn positie is aanvaller.

## Statistieken
| seizoen   | club                       | land   | competitie         | wed. | goals |
| --------- | -------------------------- | ------ | ------------------ | ---- | ----- |
| 2004/2005 | Hapoel Tel Aviv FC         | Israël | Ligat Ha'Al        | 14   | 2     |
| 2005/2007 | Bnei Jehoeda Tel Aviv      | Israël | Ligat Ha'Al        | 47   | 2     |
| 2007/2008 | Hakoah Amidar Ramat Gan    | Israël | Ligat Ha'Al        | 40   | 10    |
| 2008/2009 | Hakoah Amidar Ramat Gan    | Israël | Ligat Ha'Al        | 10   | 8     |
| 2009/2010 | MS Ashdod                  | Israël | Ligat Ha'Al        | 14   | 0     |
| 2009/2010 | → Hapoel Beër Sjeva        | Israël | Ligat Ha'Al        | 13   | 7     |
| 2010/2011 | Hapoel Ironi Kiryat Shmona | Israël | Ligat Ha'Al        | 18   | 4     |
| 2011/2012 | Hapoel Ironi Kiryat Shmona | Israël | Ligat Ha'Al        | 29   | 8     |
| 2012/2013 | → Waasland-Beveren         | België | Jupiler Pro League | 20   | 8     |
| 2013/2014 | Hapoel Ironi Kiryat Shmona | Israël | Ligat Ha'Al        | 13   | 6     |
| 2013/2014 | Maccabi Tel Aviv           | Israël | Ligat Ha'Al        | 14   | 3     |
| 2014/2015 | Maccabi Tel Aviv           | Israël | Ligat Ha'Al        | 16   | 3     |
| 2015/2016 | Hapoel Raanana             | Israël | Ligat Ha'Al        | 25   | 6     |
| 2016/2017 | Hapoel Raanana             | Israël | Ligat Ha'Al        | 1    | 0     |
| 2016/2017 | Maccabi Netanya            | Israël | Liga Leumit        | 1    | 0     |
| 2017/2018 | Maccabi Netanya            | Israël | Ligat Ha'Al        | 6    | 0     |
|           |                            |        | Totaal             | 281  | 67    |

1 Reus ·
4 Bateau ·
5 Luiz ·
6 Dicke ·
7 Kerrigan ·
8 Servais ·
9 Ola-Adebomi ·
10 Limbombe ·
11 Michiwaki ·
13 Khatir ·
15 Wuytens ·
16 Deman ·
18 Dewaele ·
20 Dassy ·
21 Jans ·
23 Fall ·
24 Moustapha ·
30 Corryn ·
32 Filipovic ·
34 Abrahams ·
43 Coopman ·
77 Ertürk ·
78 Van Hecke ·
84 Lusamba ·
92 Mertens ·
Brüls ·
Coach: Reedijk